# يوهانا دونال

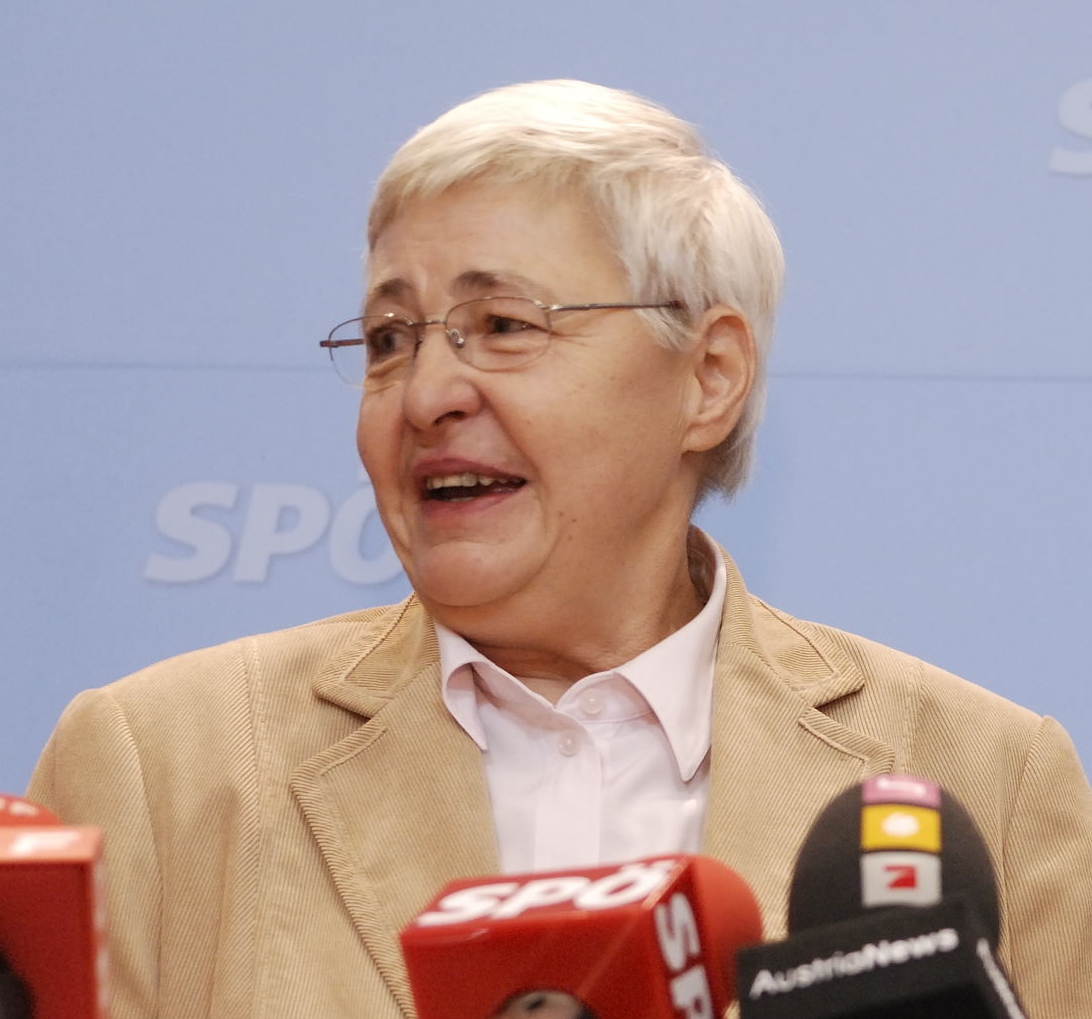
دونال في عام 2007

يوهانا دونال (بالألمانية: Johanna Aloisia Dohnal)‏ (14 فبراير 1939 - 20 فبراير 2010) كانت سياسية نمساوية وأول وزيرة نمساوية للمرأة.

## الحياة الشخصية

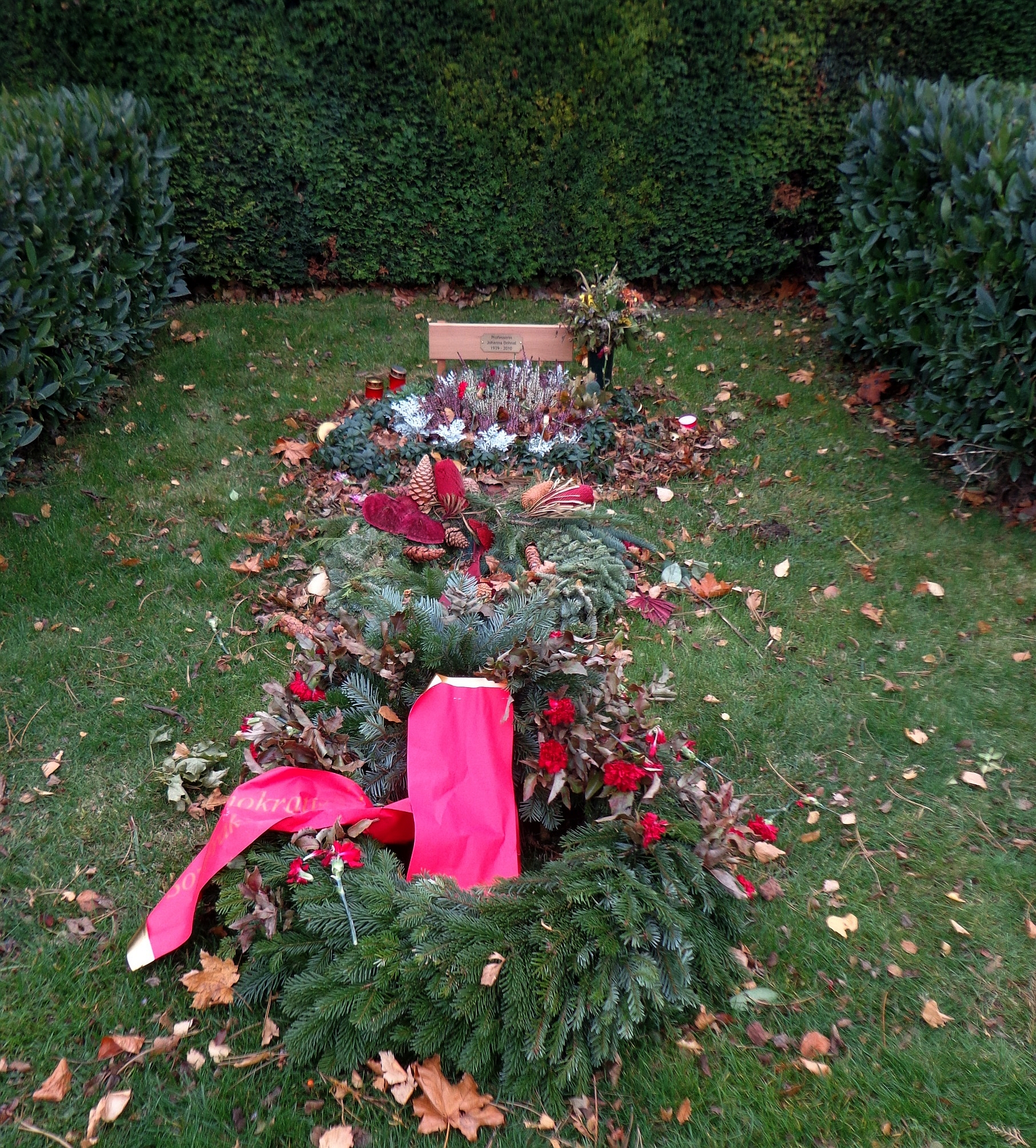
قبر "دونال" في فيينا

في يوم 22 يناير 2010 دخلت في شراكة مدنية مع شريكتها القديمة آنيماري أوفرييتر.
توفيت يوم 20 فبراير 2010 بعد شهر من شراكتها المدنية، في منزلها في غرابرن، جنوب النمسا ويتم الاحتفال بها في مقبرة Ehrengraben أو «مقبرة فخرية» في مقبرة فيينا المركزية .

## التقدير والتكريم

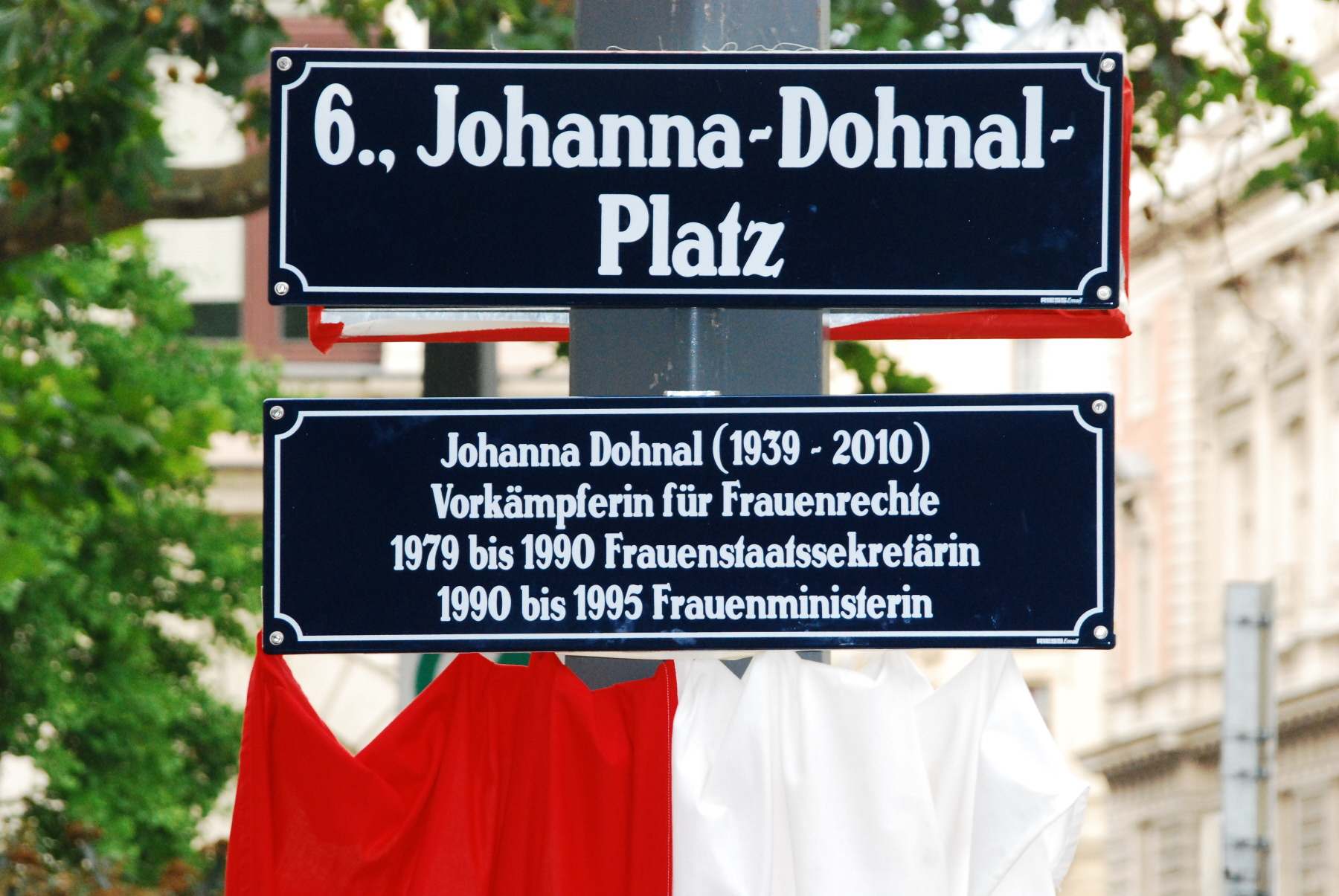
جوني دنال بلاتز في فيينا 6

تم تسمية ميدان Johanna Dohlan في فيينا على شرفها في عام 2012.

## منشورات مختارة
- Johanna Dohnal: ein politisches Lesebuch. Mandelbaum-Verlag. 2013. ISBN:9783854764076. مؤرشف من الأصل في 2022-01-25.  Johanna Dohnal: ein politisches Lesebuch. Mandelbaum-Verlag. 2013. ISBN:9783854764076. مؤرشف من الأصل في 2022-01-25.  Johanna Dohnal: ein politisches Lesebuch. Mandelbaum-Verlag. 2013. ISBN:9783854764076. مؤرشف من الأصل في 2022-01-25.

## روابط خارجية
- يوهانا دونال على موقع IMDb (الإنجليزية)
- يوهانا دونال على موقع مونزينجر (الألمانية)
- الموقع الرسمي